# Surlidtjärnarna
Surlidtjärnarna är varandra näraliggande sjöar i Arvidsjaurs kommun i Lappland som ingår i Byskeälvens huvudavrinningsområde. Surlidtjärnarna ligger i Byskeälven Natura 2000-område.
- Surlidtjärnarna (Arvidsjaurs socken, Lappland, 726840-163749), sjö i Arvidsjaurs kommun, 65°29′19″N 18°46′23″Ö / 65.4887°N 18.773°Ö (4,92 ha)
- Surlidtjärnarna (Arvidsjaurs socken, Lappland, 726868-163805), sjö i Arvidsjaurs kommun, 65°29′26″N 18°47′13″Ö / 65.4906°N 18.7869°Ö